# Dick Tracy
Dick Tracy este un film din 1990 de acțiune - aventură, bazat pe benzile desenate omonime. Warren Beatty a fost regizor, producător și a jucat rolul principal. Actorii secundari includ nume ca: Al Pacino, Madonna, Glenne Headly, Dick Van Dyke și Dustin Hoffman. Povestea se învârte în jurul disputei dintre detectivul Dick Tracy și capul mafiei Alphone "Big Boy" Caprice (Pacino), și a triunghiului amoros Tracy - Breathless Mahoney (Madonna) - Tess Trueheart (Headly).

## Distribuție
- Warren Beatty . . . . . Dick Tracy
- Al Pacino . . . . . Alphonse "Big Boy" Caprice
- Madonna . . . . . Breathless Mahoney
- Glenne Headly . . . . . Tess Trueheart
- Charlie Korsmo . . . . . The Kid
- Dick Van Dyke . . . . . John Fletcher
- Seymour Cassel . . . . . Sam Catchem
- James Keane . . . . . Pat Patton
- Michael J. Pollard . . . . . Bug Bailey
- Charles Durning . . . . . Șeful Brandon
- Kathy Bates . . . . . D-na Green
- Dustin Hoffman . . . . . Mumbles
- William Forsythe . . . . . Flattop
- Ed O'Ross . . . . . Itchy
- James Tolkan . . . . . Numbers
- Mandy Patinkin . . . . . 88 Keys
- R. G. Armstrong . . . . . Pruneface
- Henry Silva . . . . . Influence
- Paul Sorvino . . . . . Lips Manlis
- James Caan . . . . . Spuds Spaldoni
- Catherine O'Hara . . . . . Texie Garcia

## Premii și nominalizări

### Premiul Oscar
- Premiul Oscar pentru cea mai bună regie artistică - Richard Sylbert , Rick Simpson (câștigat)
- Premiul Oscar pentru cel mai bun machiaj - John Caglione Jr. , Doug Drexler (câștigat)
- Premiul Oscar pentru cea mai bună melodie originală - Stephen Sondheim cu "Sooner or Later (I Always Get My Man)" (câștigat)
- Premiul Oscar pentru cel mai bun actor în rol secundar - Al Pacino (nominalizat)
- Premiul Oscar pentru cea mai bună imagine - Vittorio Storaro (nominalizat)
- Premiul Oscar pentru cele mai bune costume - Milena Canonero (nominalizat)
- Premiul Oscar pentru cel mai bun sunet - Thomas Causey , Chris Jenkins , David E. Campbell , Doug Hemphill (nominalizat)

### Premiul BAFTA
- BAFTA pentru cel mai bun machiaj - John Caglione Jr. , Doug Drexler (câștigat)
- BAFTA pentru production design - Richard Sylbert (câștigat)
- BAFTA pentru cel mai bun actor în rol secundar - Al Pacino (nominalizat)
- BAFTA pentru cele mai bune costume - Milena Canonero (nominalizat)
- BAFTA pentru cel mai bun montaj - Richard Marks (nominalizat)
- BAFTA pentru cel mai bun sunet - Dennis Drummond , Thomas Causey , Chris Jenkins , David E. Campbell , Doug Hemphill (nominalizat)
- BAFTA pentru cele mai bune efecte speciale vizuale (nominalizat)

### Premiul Globul de Aur
- Premiul Globul de Aur pentru cel mai bun film (muzical/comedie) (nominalizat)
- Premiul Globul de Aur pentru cea mai bună melodie originală - Stephen Sondheim cu "Sooner or Later (I Always Get My Man)" (nominalizat)
- Premiul Globul de Aur pentru cea mai bună melodie originală - Stephen Sondheim cu "What can You Lose?" (nominalizat)
- Premiul Globul de Aur pentru cel mai bun actor în rol secundar - Al Pacino (nominalizat)

## Legături externe
- Dick Tracy la Internet Movie Database
- Dick Tracy la AllRovi
- Dick Tracy la Rotten Tomatoes
- Dick Tracy la Box Office Mojo

Format:Dick Tracy